# آگوست هرمان فوند
 آگوست هرمان فوند (انگلیسی: August Herman Pfund؛ زاده ۲۸ دسامبر ۱۸۷۹ درگذشته ۴ ژانویهٔ ۱۹۴۹) یک فیزیک‌دان در زمینه طیف‌بینی و کالری‌سنجی اهل ایالات متحده آمریکا بود.